# 帕拉达德鲁维亚莱斯
帕拉达德鲁维亚莱斯，是西班牙卡斯蒂利亚-莱昂萨拉曼卡省的一个市镇。 总面积32平方公里，总人口352人（2001年），人口密度11人/平方公里。